# Кік Сміт
Кік Сміт (нід. Kick Smit, нар. 3 листопада 1911, Блумендал — пом. 1 липня 1974, Гарлем) — нідерландський футболіст, що грав на позиції нападника. По завершенні ігрової кар'єри — тренер.
Виступав за клуб «Гарлем», а також національну збірну Нідерландів.
Чемпіон Нідерландів. 

## Клубна кар'єра
У дорослому футболі дебютував 1933 року виступами за команду клубу «Гарлем», кольори якої і захищав протягом усієї своєї кар'єри гравця, що тривала цілих двадцять три роки. 1946 року  виборов у складі команди її єдиний в історії титул чемпіона Нідерландів.

## Виступи за збірну
1934 року дебютував в офіційних матчах у складі національної збірної Нідерландів. Протягом кар'єри у національній команді, яка тривала 13 років, провів у формі головної команди країни лише 29 матчів, забивши 26 голів.
У складі збірної був учасником чемпіонату світу 1934 року в Італії, чемпіонату світу 1938 року у Франції. На першому з цих змагань став автором першого в історії голу збірної Нідерландів у фінальних частинах чемпіонатів світу.

## Кар'єра тренера
З 1950 року поєднував виступи на футбольному полі з роботою головним тренером «Гарлема».
1956 року очолив тренерський штаб клубу АЗ, в якому пропрацював до 1958.
Помер 1 липня 1974 року на 63-му році життя у місті Гарлем.

## Титули і досягнення
- Чемпіон Нідерландів (1):

«Гарлем»:  1945-1946